# 江之島電鐵
江之島電鐵股份有限公司（日语：／ Enoshima Dentetsu */?），簡稱江之島電鐵或江之電，是一家日本神奈川縣的地方性鐵路業者，也是小田急集團的子公司之一。公司總部設於藤澤市的江之島電鐵僅擁有江之島電鐵線一條路線，但除了鐵路運輸業務之外，該公司也擁有如定期與租賃客運（江之電巴士）、不動產業、觀光業與百貨業等等的副業。
江之島電鐵的前身是江之島電氣鐵道，原本曾一度是東急集團的關係企業之一，1947年時脫離東急集團後在1949年時更名為江之島鎌倉觀光（江ノ島鎌倉観光株式会社），並在1953年時成為小田急電鐵的關係企業，與在1981年時更改為現名。在1949年到1978年之間，該公司曾一度公開掛牌上市過，但目前已改為非上市公司的型態運作。

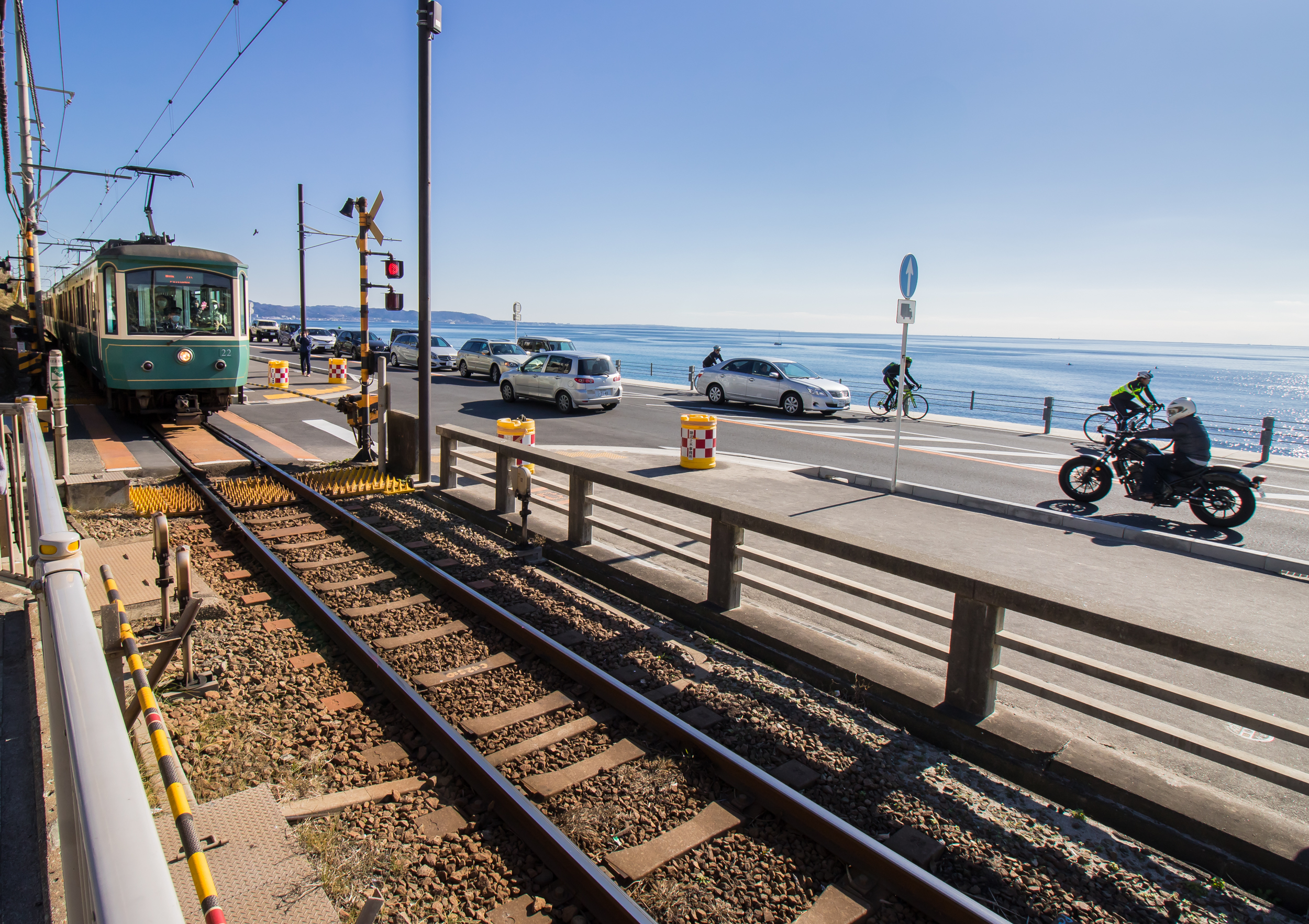
江之电经过镰仓高校前站一旁的平交道

## 简介
江之电是一条单线铁路，所在地藤泽市距东京只需1小时不到的路程，沿线穿过青春明亮的湘南、江之岛和幕府古风的古都镰仓。长期以来江之电周围地域一直是日本首都圈周边热门的观光胜地，铁路周边有极丰富的名胜古迹等旅游资源。此外，江之电本身也长期作为拍照摄影的主体，在《灌篮高手》、《鎌仓物语》等动漫、电影中多次登场，因此在世界范围内都有一定的知名度。
近年来，镰仓高校前站东侧的一处平交道，因为是同名漫画改编的电视动画《灌篮高手》主题曲动画场景之一而收获大量外国游客造访，镰仓市为保证安全在平交道口设置了警备员。

## 路线

江之电路线图

| 記號 | 中文線名     | 日文線名 | 起點         | 終點         | 距離（公里） |
| ---- | ------------ | -------- | ------------ | ------------ | ------------ |
| EN   | 江之島電鐵線 |          | 藤澤（EN01） | 鎌倉（EN15） | 10.0         |

## 历史
- 1900年（明治33年）
  - 11月25日：江之岛电气铁道株式会社设立总会。
  - 12月：在高座郡藤泽大坂町成立江之岛电气铁道株式会社[4]。
- 1902年（明治35年）9月1日：藤泽-片濑（现江之岛）段开业，而後逐渐延伸，于1910年（明治43年）11月4日到小町（旧镰仓站，现已废止）段开业。
- 1911年（明治44年）10月3日：被横滨电气株式会社收购，更名横滨电器株式会社江之岛电气铁道部。
- 1921年（大正10年）5月1日 横滨电气被東京电灯株式会社收购，同線运营继续。
- 1926年（大正15年）7月10日 江之島電气铁道株式会社成立。
- 1927年（昭和2年）7月 江之电电器铁道开始运营巴士路线。
- 1928年（昭和3年）
  - 7月1日 江之岛电气铁道收购東京電燈江之島線。
- 1944年（昭和19年）
  - 11月：变更为地方铁道业。
  - 11月28日：将旗下所有巴士路线转移给神奈川中央乘合自动车（现神奈川中央交通）。
- 1949年（昭和24年）
  - 3月1日：江之电镰仓站（旧小町站）转移至国铁（当时）镰仓站内。
  - 8月1日：商号变更为江之岛镰仓观光。
- 1951年（昭和26年）
  - 3月25日：江之岛热带植物园开园，江之岛展望灯台（第一代）竣工。
  - 5月：江之岛自动车驻车场营业开始
- 1952年（昭和27年）8月 不動産業営業開始。

## 車輛
2025年4月24日，江之島電鐵宣布將於2026年引入新型電車江之島電鐵700型電聯車，為該公司時隔20年再度引進新的電聯車。

### 現在使用車輛
依照啟用的年份由舊至新排序，江之島電鐵目前使用中的車輛種類如下：
- 300型：1956年到1968年間陸續建造的舊型車輛，也經過數次的改造升級，原有6列編組共12輛車，但已陸續淘汰部分車輛，僅剩1編組2輛運行。
- 1000型：1979年到1987年間陸續建造的車輛，並獲得第23屆（1980年）日本鐵道友之會藍絲帶獎，目前共有6編組12輛運行。
- 2000型：1990年開始運行，特色是正面駕駛座前有大型的觀景窗，目前共有3編組6輛運行。
- 10型：為了迎接江之島電鐵營運95周年，在1997年打造的特別車輛，外觀特別仿造初代500型列車，共有1編組2輛運行。
- 20型：為了迎接江之島電鐵營運100周年，在2002與2003年間分別打造啟用的特別車輛，共有2編組共4輛車運行。
- 500型：2006年開始使用的新型車輛，主要是用來取代2003年退役的舊500型，是截至2026年前江之島電鐵最新型的電車，共有1編組2輛運行。

### 過去使用車輛
- 100型（日语：江ノ島電気鉄道100形電車）：1929年啟用的車型，於1960年代陸續停用。
- 200型（日语：江ノ島電気鉄道200形電車）：實際上共有前後兩代，分別為二戰前1936年啟用的初代版，與1956年時啟用、配置有關節式轉向架的實驗性質試做車種。
- 舊500型（日语：江ノ島鎌倉観光500形電車）：1956年啟用，2003年時停用。
- 600型（日语：江ノ島鎌倉観光600形電車）：曾在1970年至1990年之間使用過的舊車型。
- 800型（日语：山梨交通7形電車）：原為山梨交通（日语：山梨交通）於1948年時新造的MoHa 7型（モハ7形）車輛，山梨交通廢線之後由上田丸子電鐵（今上田交通前身）接手成為MoHa 2340型，最後又在1971年時轉讓給當時的江之島鎌倉觀光，最後在1986年時停用。
- 納涼電車（日语：納涼電車）：曾經在1910年與1936年陸續打造過兩代、無窗扇配置加強通風性的夏季專用的車輛，但在二次大戰戰況加劇之後停用。1992年江之島電鐵90週年慶時，曾將一列300型電聯車改為納涼電車風格的塗裝，在當時掀起一陣話題。